# سماق
سماق (نام علمی: Rhus) درختچه‌ایست کوهستانی که میوه‌های خوشه‌ای دارد و میوهٔ آن پس از کوبیده شدن به عنوان چاشنی، همراه با غذاهای گوشتی همچون کباب استفاده می‌شود. طعم آن گرایش به ترشی دارد.
گیاه سماق از راسته افراسانان (Sapindales)، تیرهٔ پسته‌ایان (Anacardiaceae) است. سماق معرب سماک فارسی است. در مراسم جشن نوروز سماق یکی از بخش های اصلی سفرهٔ هفت‌سین است. 
املای این واژه در فارسی سماغ میباشد و از سماق عربی آمده. خود آن نیز از زبان سریانی و واژه summāqā به معنی سرخ گرفته شده است.

## منطقه رویش
سماغ در غرب آسیا و شرق آفریقا و آمریکای شمالی می‌روید. این گیاه در ایران در شازند، تبریز، اردبیل، گرمی(مغان)، شمیران، تفرش، خراسان، قم، محلات، شیراز، تویسرکان، رودبار، هوراند، سردشت، اقلید،  شهرستان گناباد( روستای خانیک) می‌روید.

## کاربرد غیر خوراکی
سماغ یکی از اجزای سفره هفت سین ایرانیان است.
در یونان باستان از چوب سماق به جهت رنگ‌آمیزی پارچه‌های پشمی استفاده می‌شده‌است و در کشور ایتالیا از این گیاه برای رنگ دادن به چرم نیز استفاده شده‌است.

## خواص و کاربرد
کاربردهای سماغ بیشتر در تولید و چاشنی غذایی است. همچنین از خواص دارویی آن در طب سنتی استفاده می‌شود.سماق، چه قرمز و چه قهوه ای باشد طبعی سرد و خشک دارد. این خواص در طب سنتی برای تعادل طبع گرم و مرطوب در بدن مفید و مورد استفاده است. علت افزودن سماق به کباب این است که خوردن گوشت کباب شده باعت تولید آنزیم‌هایی در بدن می‌شود که مضر هستند، سماغ می‌تواند اثر این آنزیم‌ها را خنثی کرده  و در عین حال چاشنی خوبی برای آش‌ها و سوپ‌ها و خورشت‌ها و رنگ آن‌ها را مشکی کرده و اشتها را تحریک می‌کند.  

## ترکیبات
ترکیبات میوه: در آنالیزی که بر روی میوه سماغ انجام گرفت، مشخص شد که شامل: ۶/۹ درصد رطوبت، ۴/۷ درصد روغن، ۶/۲ پروتئین، ۶/۱۴ درصد فیبر، ۸/۱ درصد خاکستر و ۸/۶۳ درصد عصاره محلول در آب است.
سماق محتوای طیف گستردهای از ترکیبات فعال دارویی از قبیل: اسیدهای ارگانیک، فنولیک اسید، فلاونوئیدها، آنتوسیانین‌ها، تانن‌های هیدرولیز کننده و ترپنوئیدها است.

sumaq

از نظر ترکیبات شیمیایی در میوه و در برگهای سماغ تانن فراوانی موجود است. در برگ‌های خشک آن بین ۳۰–۱۵ درصد تانن وجود دارد و به علاوه یک ماده رنگین زرد به نام میریستین یافت می‌شود.

## تکثیر
تکثیر سماغ از طریق قلمه، پاجوش و بذر صورت می‌گیرد؛ که رایج‌ترین روش آن از طریق کشت پاجوش است. بذرهای سماغ دارای رکود فیزیولوژیکی و فیزیکی است.